# Hiệp hội Cầu thủ Chuyên nghiệp Thế giới
Liên đoàn Cầu thủ Chuyên nghiệp Quốc tế, thường được viết tắt là FIFPro từ Fédération Internationale des Associations de Footballeurs Professionnels, là một tổ chức tập hợp toàn bộ các hiệp hội cầu thủ chuyên nghiệp trên khắp thế giới. Hiện tại, FIFPro đã có tất cả 42 liên đoàn bóng đá là thành viên.
FIFPro được thành lập ngày 15 tháng 11 năm 1965 tại thủ đô Paris, bởi các liên đoàn bóng đá của Pháp, Scotland, Anh, Ý và Hà Lan, mục đích là đại diện cho quyền lợi của các cầu thủ chuyên nghiệp tại các liên đoàn thành viên của Hiệp hội.

## Hội đồng quản trị
- Chủ tịch: Philippe Piat (UNFP, Pháp)
- Tổng thư ký: Theo van Seggelen (VVCS, Hà Lan)
- Phó Chủ tịch: Rinaldo Martorelli (Fenapaf/Sapesp, Brazil), Brendan Schwab (PFA, Úc), Luis Rubiales (AFE, Tây Ban Nha)
- Thư ký cho Ban FIFPro: Frederique Winia (Hà Lan)

## Thành viên

### Toàn bộ thành viên
| - Argentina - Úc - Áo - Bỉ - Bolivia - Brasil - Bulgaria - Cameroon - Chile - Colombia - Cyprus - Đan Mạch - Ecuador - Ai Cập - Anh - Phần Lan - Pháp - Hy Lạp - Hungary - Ấn Độ - Indonesia | - Ireland - Israel - Ý - Nhật Bản - Mexico - Hà Lan - New Zealand - Na Uy - Peru - Ba Lan - Bồ Đào Nha - Romania - Nga - Scotland - Serbia - Slovenia - Nam Phi - Tây Ban Nha - Thụy Điển - Thụy Sĩ - Hoa Kỳ - Uruguay |

### Các thành viên ứng cử
| - Costa Rica - Bờ Biển Ngà - Cộng hòa Dân chủ Congo | - Malaysia - Bản mẫu:Country data HahA |

### Các thành viên theo dõi
| - Botswana - Trung Quốc - Gruzia - Ghana - Kazakhstan | - Montenegro - Namibia - Ukraina - Zimbabwe |

## Giải thưởng
Năm 2005, FIFPro đã cho ra 3 giải thưởng là "Cầu thủ xuất sắc nhất năm", "Cầu thủ trẻ xuất sắc nhất năm" và "Đội hình xuất sắc nhất năm (World XI) "

### FIFA FIFPRO Men's World 11
FIFA FIFPRO Men's World 11 là tên gọi tắt của giải thưởng "Đội hình xuất sắc nhất trong năm", do Hiệp hội Cầu thủ Chuyên nghiệp Thế giới tổ chức lấy ý kiến từ hàng chục ngàn cầu thủ thuộc các hiệp hội thành viên khác.
| Mùa bóng | Thủ môn (GK)                     | Hậu vệ (DF) | Tiền vệ (MF) | Tiền đạo (FW)                                                                                          |
| -------- | -------------------------------- | --- | --- | --- |
| 2005     | Dida (Milan)                     | Paolo Maldini (Milan) John Terry (Chelsea) Alessandro Nesta (Milan) Cafu (Milan)                                                       | Zinedine Zidane (Real Madrid) Claude Makélélé (Chelsea) Frank Lampard (Chelsea)                                  | Ronaldinho (Barcelona) Samuel Eto'o (Barcelona) Andriy Shevchenko (Milan)                              |
| 2006     | Gianluigi Buffon (Juventus)      | Gianluca Zambrotta (Juventus/Barcelona) John Terry (Chelsea) Fabio Cannavaro (Juventus/Real Madrid) Lilian Thuram (Juventus/Barcelona) | Zinedine Zidane (Real Madrid) Kaká (Milan) Andrea Pirlo (Milan)                                                  | Ronaldinho (Barcelona) Samuel Eto'o (Barcelona) Thierry Henry (Arsenal)                                |
| 2007     | Gianluigi Buffon (Juventus)      | Alessandro Nesta (Milan) John Terry (Chelsea) Fabio Cannavaro (Real Madrid) Carles Puyol (Barcelona)                                   | Cristiano Ronaldo (Manchester United) Kaká (Milan) Steven Gerrard (Liverpool)                                    | Ronaldinho (Barcelona) Didier Drogba (Chelsea) Lionel Messi (Barcelona)                                |
| 2008     | Iker Casillas (Real Madrid)      | Rio Ferdinand (Manchester United) John Terry (Chelsea) Carles Puyol (Barcelona) Sergio Ramos (Real Madrid)                             | Kaká (Milan) Xavi (Barcelona) Steven Gerrard (Liverpool)                                                         | Cristiano Ronaldo (Manchester United) Fernando Torres (Liverpool) Lionel Messi (Barcelona)             |
| 2009     | Iker Casillas (Real Madrid)      | Patrice Evra (Manchester United) John Terry (Chelsea) Nemanja Vidić (Manchester United) Dani Alves (Barcelona)                         | Andrés Iniesta (Barcelona) Xavi (Barcelona) Steven Gerrard (Liverpool)                                           | Cristiano Ronaldo (Manchester United/Real Madrid) Fernando Torres (Liverpool) Lionel Messi (Barcelona) |
| 2010     | Iker Casillas (Real Madrid)      | Carles Puyol (Barcelona) Gerard Piqué (Barcelona) Lúcio (Internazionale) Maicon (Internazionale)                                       | Andrés Iniesta (Barcelona) Xavi (Barcelona) Wesley Sneijder (Internazionale)                                     | Cristiano Ronaldo (Real Madrid) David Villa (Valencia/Barcelona) Lionel Messi (Barcelona)              |
| 2011     | Iker Casillas (Real Madrid)      | Sergio Ramos (Real Madrid) Gerard Piqué (Barcelona) Nemanja Vidić (Manchester United) Dani Alves (Barcelona)                           | Andrés Iniesta (Barcelona) Xavi (Barcelona) Xabi Alonso (Real Madrid)                                            | Cristiano Ronaldo (Real Madrid) Wayne Rooney (Manchester United) Lionel Messi (Barcelona)              |
| 2012     | Iker Casillas (Real Madrid)      | Marcelo (Real Madrid) Sergio Ramos (Real Madrid) Gerard Piqué (Barcelona) Dani Alves (Barcelona)                                       | Andrés Iniesta (Barcelona) Xavi (Barcelona) Xabi Alonso (Real Madrid)                                            | Cristiano Ronaldo (Real Madrid) Radamel Falcao (Atlético Madrid) Lionel Messi (Barcelona)              |
| 2013     | Manuel Neuer (Bayern Munich)     | Philipp Lahm (Bayern Munich) Sergio Ramos (Real Madrid) Thiago Silva (Paris Saint-Germain) Dani Alves (Barcelona)                      | Andrés Iniesta (Barcelona) Xavi (Barcelona) Franck Ribéry (Bayern Munich)                                        | Cristiano Ronaldo (Real Madrid) Zlatan Ibrahimović (Paris Saint-Germain) Lionel Messi (Barcelona)      |
| 2014     | Manuel Neuer (Bayern Munich)     | Philipp Lahm (Bayern Munich) Sergio Ramos (Real Madrid) Thiago Silva (Paris Saint-Germain) David Luiz (Chelsea/Paris Saint-Germain)    | Andrés Iniesta (Barcelona) Toni Kroos (Bayern Munich/Real Madrid) Ángel Di María (Real Madrid/Manchester United) | Cristiano Ronaldo (Real Madrid) Arjen Robben (Bayern Munich) Lionel Messi (Barcelona)                  |
| 2015     | Manuel Neuer (Bayern Munich)     | Marcelo (Real Madrid) Sergio Ramos (Real Madrid) Thiago Silva (Paris Saint-Germain) Dani Alves (Barcelona)                             | Andrés Iniesta (Barcelona) Luka Modrić (Real Madrid) Paul Pogba (Juventus)                                       | Cristiano Ronaldo (Real Madrid) Neymar (Barcelona) Lionel Messi (Barcelona)                            |
| 2016     | Manuel Neuer (Bayern Munich)     | Marcelo (Real Madrid) Sergio Ramos (Real Madrid) Gerard Piqué (Barcelona) Dani Alves (Barcelona/Juventus)                              | Andrés Iniesta (Barcelona) Luka Modrić (Real Madrid) Toni Kroos (Real Madrid)                                    | Cristiano Ronaldo (Real Madrid) Luis Suárez (Barcelona) Lionel Messi (Barcelona)                       |
| 2017     | Gianluigi Buffon (Juventus)      | Marcelo (Real Madrid) Sergio Ramos (Real Madrid) Leonardo Bonucci (Juventus/Milan) Dani Alves (Juventus/Paris Saint-Germain)           | Andrés Iniesta (Barcelona) Luka Modrić (Real Madrid) Toni Kroos (Real Madrid)                                    | Cristiano Ronaldo (Real Madrid) Neymar (Barcelona/Paris Saint-Germain) Lionel Messi (Barcelona)        |
| 2018     | David de Gea (Manchester United) | Marcelo (Real Madrid) Sergio Ramos (Real Madrid) Raphaël Varane (Real Madrid) Dani Alves (Paris Saint-Germain)                         | N'Golo Kanté (Chelsea) Luka Modrić (Real Madrid) Eden Hazard (Chelsea)                                           | Cristiano Ronaldo (Real Madrid/Juventus) Kylian Mbappé (Paris Saint-Germain) Lionel Messi (Barcelona)  |
| 2019     | Alisson Becker (Liverpool)       | Marcelo (Real Madrid) Virgil van Dijk (Liverpool) Matthijs de Ligt (Juventus) Sergio Ramos (Real Madrid)                               | Eden Hazard (Real Madrid) Luka Modrić (Real Madrid) Frenkie de Jong (Barcelona)                                  | Kylian Mbappé (Paris Saint-Germain) Cristiano Ronaldo (Juventus) Lionel Messi (Barcelona)              |

### Cầu thủ xuất sắc nhất năm
Cầu thủ với lượt bình chọn cao nhất trong đội hình World XI cũng sẽ được vinh danh là World Player of the Year (tạm dịch: Cầu thủ xuất sắc thế giới của năm)
| Mùa bóng | Cầu thủ           | Đội               |
| -------- | ----------------- | ----------------- |
| 2005     | Ronaldinho        | Barcelona         |
| 2006     | Ronaldinho        | Barcelona         |
| 2007     | Kaká              | AC Milan          |
| 2008     | Cristiano Ronaldo | Manchester United |
| 2009     | Lionel Messi      | Barcelona         |
| 2010     | Lionel Messi      | Barcelona         |
| 2011     | Lionel Messi      | Barcelona         |